# Gogo's Crazy Bones
Gogo's Crazy Bones (kortweg Gogo's genoemd) zijn kleine, kleurrijke figuurtjes. Ze bestaan in verschillende soorten en kleuren. De bedoeling is zo veel mogelijk van deze figuurtjes te verzamelen.

## Oorsprong
Dit speelgoed kende zijn oorsprong in het Oude Griekenland. De kinderen gebruikten daar sprongbeentjes van schapen om te bikkelen. In de 21e eeuw worden ze nog steeds gebruikt. Kinderen kunnen met deze figuurtjes eigen verhalen uitvinden.

## Carrefour-actie
Van 10 februari tot 10 mei 2010 was er in Carrefour een Gogo-actie: per aankoopschijf van 20 euro kreeg men een zakje Gogo's in o.a. Carrefour Hyper, GB/Market en Express (met een maximum van 15 zakjes per kassabon). Er zijn 200 verschillende soorten Gogo's en 48 verschillende Mega Gogo's. De Mega Gogo's zijn dezelfde als de gewone, maar dan in een iets groter formaat. Als kinderen sommige figuurtjes dubbel hebben, konden ze ruilen (vergelijkbaar met de Panini-stickers). De actie werd een groot succes en er werden maar liefst 19 miljoen exemplaren uitgedeeld. Ook was er een stickerkalender voor deze Gogo's.
In 2009 kwamen de Gogo's weer terug, dit keer bij C1000. Deze keer waren er meer dan 300 Gogo's. Er is een verzamelzakje om daarin de gogo's te bewaren, en ook een verzamelkoffer waar je circa 38 Gogo's in kunt bewaren.
In 2010 waren de Gogo's er weer, omdat het WK Voetbal was. De Gogo's waren nu Voetbalgogo's.
In 2011 waren er Groovy Gogo's.

## Speelgoedwinkels
Ook speelgoedwinkels begonnen deze kleine figuurtjes te verkopen. Dit waren andere versies dan de Gogo's die werden uitgedeeld in de supermarkten.
De meesten hiervan waren vaak iets gedetailleerder. 

## Soorten
Zoals eerder aangegeven waren er bij de Gogo's van de Carrefour gewone formaten en de 'Mega Gogo's'. Deze bestaan in 5 basis kleuren: groen, blauw, rood, zwart en oranje. Daarnaast zijn er ook nog lichtere kleuren en doorzichtige met glitters.
Bij de gekochte versies zijn meer kleurvariaties.